# 新保信長
新保 信長（しんぼ のぶなが、1964年 - ）は、日本の編集者・マンガ解説者。マンガ解説者としては南 信長の名前で活動している。妻は漫画家の松田奈緒子。

## 人物
大阪府出身。実家は堂島の食堂（閉店済）。灘中学校・高等学校、東京大学文学部心理学科卒業。出版社勤務を経て1991年よりフリー。
西原理恵子の漫画『できるかな』を担当し、同作品でキャラクター化され描かれたことにより広く知られるようになった。時事問題を斜めに扱った著書も上梓している。

## 著書
- タイガースファンという生き方（1999年、メディアファクトリー）
- 消えたマンガ雑誌（2000年、メディアファクトリー）
- 笑う新聞（2000年、メディアファクトリー）
- 少年法（やわらかめ）（2001年、アスペクト）※伊藤芳朗監修
- もっと笑う新聞（2001年、メディアファクトリー）
- 笑う入試問題（2003年、角川書店）
- 言い訳するな！（2005年、ミリオン出版）
- 東大生はなぜ「一応、東大です」と言うのか？（2006年、アスペクト）
- 国歌斉唱♪「君が代」と世界の国歌はどう違う？（2010年、河出書房新社）
- 字が汚い！（2017年、文藝春秋）2020、10　文春文庫
- 虎バカ本の世界（2017年、ワニブックス）
- 声が通らない！（2020年、文藝春秋）

### 南信長名義
- 現代マンガの冒険者たち（2008年、NTT出版）
- マンガの食卓（2013年、NTT出版）
- やりすぎマンガ列伝（2015年、KADOKAWA）
- もにゅキャラ巡礼 銅像になったマンガ&アニメキャラたち（2017年、扶桑社）※楠見清との共著
- 1979年の奇跡 ガンダム、YMO、村上春樹（2019年、文藝春秋）
- 漫画家の自画像（2021年[1]、左右社）
- メガネとデブキャラの漫画史（2024年、左右社）[3]